# NGC 7142
NGC 7142 est un très vieil amas ouvert situé dans la constellation du Céphée. Il a été découvert par l'astronome germano-britannique William Herschel en 1786.
Selon la classification des amas ouverts, cet amas renferme plus de 100 étoiles (la lettre r), dont la concentration est moyenne (II) et dont les magnitudes se répartissent sur un intervalle moyen (le chiffre 2),,. Le nombre d'étoiles identifiées comme membres de l'amas est toutefois très élevé, près de 550.

## Observation
Avec une magnitude visuelle de 9,3, on doit utiliser des jumelles dont l'ouverture est de 60 à 70 mm ou un petit télescope.

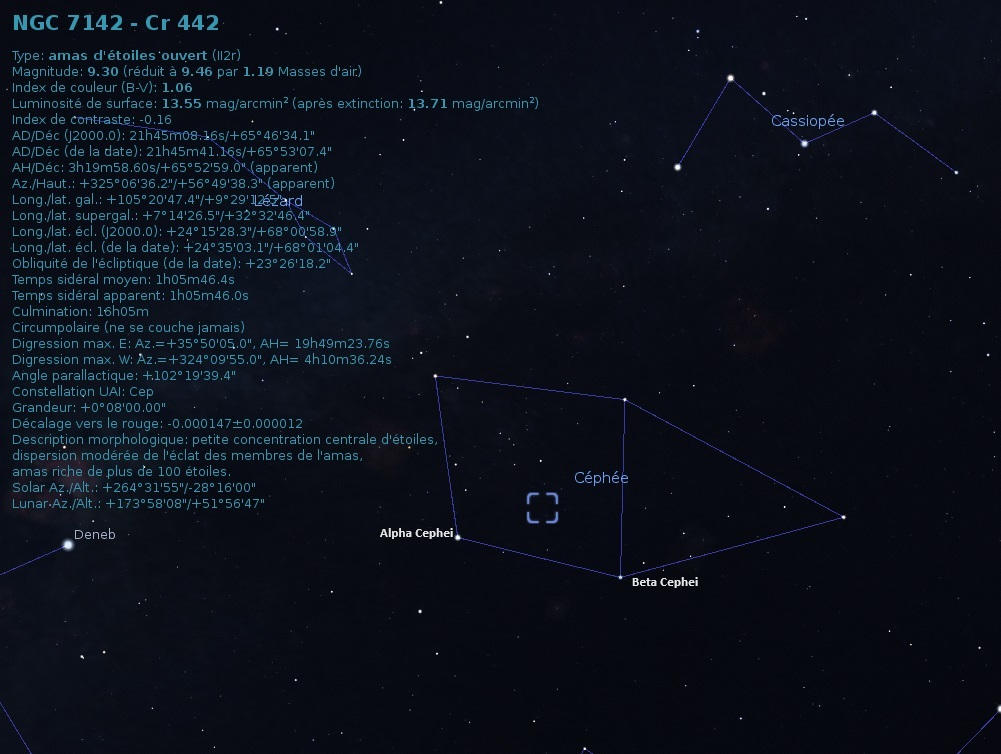
Localisation de NGC 7142 dans la constellation de Céphée (Stellarium).

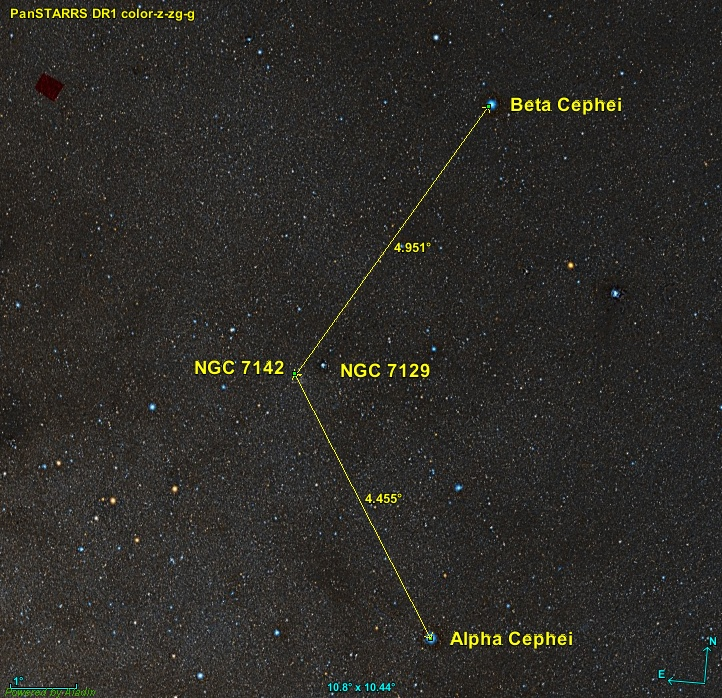
Position de NGC 7142 par rapport à deux étoiles.

NGC 7142 est situé à environ 4,95 degré au sud-est de l'étoile Beta Cephei et à environ 4,45 degrés au nord-est d'Alpha Cephei. Un autre amas ouvert, NGC 7129, est situé à proximité de NGC 7142, à l'ouest de ce dernier.

## Caractéristiques
Certaines caractéristiques apparaissent sur la base de données Simbad, mais une publication très récente (2023) basée sur les mesures de la parallaxe par le satellite Gaia a permis une mise à jour importante des données. Les données du « GAIA EARLY DATA RELEASE 3 (GAIA EDR3) » ont également permis aux auteurs (Almeida, Monteiro et Dias) de cette publication d'estimer la masse de 773 amas ouverts, dont celle de NGC 7142 qui est de 3434 ± 686 {\displaystyle M_{\odot }}.

### Distance, taille et vitesse
Selon Almeida et ses collègues, NGC 7142 est à 2 168 ± 69 pc du système solaire.
La base de données Simbad indique six valeurs de la distance provenant d'articles publiés en 2021 et 20221: 2,41 kpc, 2 406,0 pc, 2 040 ± 38 pc et 2 401,3 ± 37 pc. La distance moyenne de cet échantillon est de 2 314 ± 183 pc (∼7 550 al), ce qui est compatible, mais supérieure à la distance proposée par Almeida, Monteiro et Dias. Deux autres valeurs provenant d'articles moins récents sont aussi indiquées: 1 799 pc et 1,9 kpc. Dans un autre article publié en 2020, cette distance est évaluée à 2 090 ± 240 pc.
La taille apparente de l'amas est de 12′, ou de 9,6′ (10,8 ± 1,2'), ce qui, compte tenu de la distance de 2 168 ± 69 pc et grâce à un calcul simple, équivaut à une taille réelle de 22,2 ± 3,2 al.
Cinq vitesses semblables sont aussi indiquées sur la base de données Simbad: −49,71 ± 2,83 km/s, −49,58 ± 0,18 km/s, −44,10 ± 3,62 km/s, −49,508 ± 0,605 km/s et −49,70 ± 0,2 km/s. La vitesse moyenne de cet échantillon est de −48,5 ± 2,5 km/s.

### Métallicité
Simbad rapporte huit valeurs de la métallicité comprises entre -0,19 et +0,11. Selon Almeida et ses collègues, la métallicité de l'amas est égale à 0,099 ± 0,067. Selon cette valeur, le pourcentage d'éléments lourds (plus lourd que l'hydrogène et l'hélium) de cet amas serait compris entre 108% et 147% (100,099 ± 0,067) de celui du Soleil.

### Âge
Webda et Lynga indiquent un âge de 1,89 milliard d'années (log10=9,276),, ce qui est beaucoup plus jeune que l'âge de 3,18 milliards d'années  préconisé par Almeida. Selon les auteurs d'un article publié en 2020, cet amas serait âgé de 4,0 +1,3
−0,7 milliards d'années.
Quelle que soit l'évaluation de son âge, NGC 7142 en compagnie de NGC 188 est l'un des amas ouverts les plus vieux de la Voie lactée.

## Étoiles
NGC 7142 renferme un nombre étonnamment élevé d'étoiles traînardes bleues. En utilisant un algorithme du domaine de l'apprentissage automatique (machine-learning-based algorithm, ML-MOC) et les données de la publication Gaia DR2, les auteurs d'un article publié en janvier 2024 ont été en mesure d'identifier 546 étoiles membres de l'amas, dont dix traînardes bleues. Selon Llorente et Morales-Durán, l'amas renfermerait jusqu'à 37 traînardes bleues.
L'amas renferme au moins quatre étoiles géantes rouges.
On peut obtenir les données de certaines des étoiles situées dans le champ de vision de cet amas sur Simbad en utilisant la requête NGC 7142 Num, où Num est un nombre de 1 à 32. Il va s'en dire que le nombre d'étoiles qui apparaissent sur Simbad est largement inférieur au nombre de membres de l'amas. De plus, de ces 32 étoiles, seulement 17 sont sûrement membre de NGC 7132 et l'appartenance de la 18e (NGC 7142 30)  est incertaine, son mouvement propre étant passablement différent de celui de l'ensemble des étoiles membres. Le tableau ci-dessous liste ces étoiles.
| Nom                     | α                | δ                | type   | P (mas)         | d (pc)         | μα* (mas/an) | μδ* (mas/an) | mV     | Rem        |
| ----------------------- | ---------------- | ---------------- | ------ | --------------- | -------------- | ------------ | ------------ | ------ | ---------- |
| BD+65 1645              | 21h 45m 56.2097s | 65° 47′ 47.1463″ | F8     | 3,1886 ± 0,0342 | 314 ± 3        | -22,783      | -18,388      | 10,13  | Nm & B. S. |
| NGC 7142 11             | 21h 45m 01.0114s | 65° 45′ 08.3269″ |        | 2,2468 ± 0,0109 | 445 ± 2        | -17,343      | -13,671      | 13,6   | Nm         |
| NGC 7142 3              | 21h 45m 39.6406s | 65° 47′ 00.5171″ |        | 2,1619 ± 0,0094 | 463 ± 2        | -17,959      | 0,724        | 12,43  | Nm         |
| NGC 7142 6              | 21h 45m 10.3089s | 65° 46′ 38.0780″ |        | 1,8994 ± 0,0105 | 526 ± 3        | -3,269       | -0,331       | 12,91  | Nm         |
| NGC 7142 8              | 21h 45m 12.4163s | 65° 48′ 31.6818″ |        | 1,7060 ± 0,0104 | 586 ± 4        | 14,476       | 4,762        | 13,41  | Nm         |
| NGC 7142 10             | 21h 45m 57.8764s | 65° 48′ 25.0348″ |        | 1,5214 ± 0,0105 | 657 ± 5        | 1,011        | -4,296       | 13,48  | Nm         |
| NGC 7142 12             | 21h 45m 05.0105s | 65° 44′ 45.3910″ |        | 1,3752 ± 0,0112 | 727 ± 6        | 0,152        | 1,117        | 13,64  | Nm         |
| NGC 7142 17             | 21h 45m 37.3112s | 65° 47′ 14.6370″ |        | 1,1924 ± 0,0157 | 839 ± 11       | -2,426       | 0,392        | 14,61  | Nm         |
| NGC 7142 18             | 21h 45m 23.3354s | 65° 46′ 41.8277″ |        | 1,0443 ± 0,0184 | 958 ± 17       | 0,345        | -0,228       | 14,81  | Nm         |
| Cl* NGC 7142 HOAG 14    | 21h 45m 58.3207s | 65° 47′ 35.7441″ |        | 1,0384 ± 0,0111 | 963 ± 10       | -3,684       | -3,324       | 13,6   | Nm         |
| BD+65 1642              | 21h 45m 18.6481s | 65° 49′ 59.0835″ | K0V    | 0,9602 ± 0,0122 | 1041 ± 13      | 0,039        | -2,450       | 10,75  | Nm         |
| NGC 7142 23             | 21h 44m 54.1946s | 65° 48′ 02.4398″ |        | 0,805 ± 0,0266  | 1242 ± 41      | -4,263       | -3,128       | 15,96  | Nm         |
| NGC 7142 22             | 21h 45m 18.6360s | 65° 44′ 00.6987″ |        | 0,62 ± 0,0243   | 1613 ± 63      | -7,316       | -3,196       | 15,71  | Nm         |
| Cl* NGC 7142 HOAG 15    | 21h 44m 57.6072s | 65° 48′ 36.7760″ |        | 0,484 ± 0,0182  | 2066 ± 78      | -2,520       | -1,768       | 13,735 |            |
| Cl* NGC 7142 HOAG 10    | 21h 45m 00.7327s | 65° 45′ 56.5269″ |        | 0,4708 ± 0,0143 | 2124 ± 65      | -2,675       | -1,461       | 13,452 |            |
| NGC 7142 20             | 21h 45m 18.9593s | 65° 44′ 39.5752″ |        | 0,4409 ± 0,0215 | 2268 ± 111     | -2,485       | -1,202       | 15,38  |            |
| Cl* NGC 7142 HOAG 16    | 21h 45m 40.4359s | 65° 48′ 31.0004″ |        | 0,4254 ± 0,0106 | 2351 ± 59      | -2,158       | -1,598       | 13,743 |            |
| 2MASS J21444497+6549144 | 21h 45m 44.9918s | 65° 49′ 14.4575″ | Br G R | 0,4253 ± 0,0095 | 2351 ± 53      | -2,750       | -1,402       | 12,71  |            |
| NGC 7142 24             | 21h 45m 00.5843s | 65° 47′ 46.5821″ |        | 0,4236 ± 0,032  | 2361 ± 178     | -2,447       | -2,319       | 16,3   |            |
| NGC 7142 7              | 21h 45m 35.6713s | 65° 44′ 59.0848″ |        | 0,4208 ± 0,0098 | 2376 ± 55      | -2,583       | -1,294       | 13,03  |            |
| 2MASS J21452095+654740  | 21h 45m 56.2097s | 65° 47′ 47.1463″ | Br G R | 0,4123 ± 0,0093 | 2425 ± 55      | -2,698       | -1,435       | 12,740 |            |
| NGC 7142 16             | 21h 44m 43.8283s | 65° 46′ 42.6027″ |        | 0,4108 ± 0,0117 | 2434 ± 69      | -2,647       | -1,356       | 14,07  |            |
| NGC 7142 27             | 21h 45m 07.8682s | 65° 46′ 44.1505″ |        | 0,406 ± 0,019   | 2463 ± 115     | -2,683       | -1,404       | 15,1   |            |
| NGC 7142 30             | 21h 44m 58.9228s | 65° 49′ 06.7153″ |        | 0,4024 ± 0,0383 | 2485 ± 237     | +0,110       | -0,820       | 16,72  | M?         |
| NGC 7142 29             | 21h 45m 16.4525s | 65° 46′ 42.7284″ |        | 0,4005 ± 0,0451 | 2497 ± 281     | -2,734       | -1,337       | 17,04  |            |
| NGC 7142 31             | 21h 44m 55.9488s | 65° 45′ 37.8775″ |        | 0,3908 ± 0,0236 | 2559 ± 155     | -2,834       | -1,577       | 16,11  |            |
| NGC 7142 26             | 21h 44m 44.1943s | 65° 46′ 23.6837″ |        | 0,3861 ± 0,037  | 2590 ± 248     | -2,589       | -1,434       | 16,84  |            |
| NGC 7142 21             | 21h 45m 20.9393s | 65° 46′ 39.3259″ |        | 0,3852 ± 0,0242 | 2596 ± 163     | -2,704       | -1,389       | 15,49  |            |
| NGC 7142 19             | 21h 45m 18.5801s | 65° 46′ 38.5708″ |        | 0,3779 ± 0,0186 | 2646 ± 130     | -2,660       | -1,447       | 15,00  | Tr bl      |
| NGC 7142 28             | 21h 45m 08.6182s | 65° 46′ 33.6697″ |        | 0,3627 ± 0,0272 | 2757 ± 207     | -2,583       | -1,516       | 15,92  |            |
| NGC 7142 32             | 21h 45m 10.7743s | 65° 44′ 41.3047″ |        | 0,36 ± 0,0288   | 2778 ± 222     | -2,669       | -1,346       | 15,94  |            |
| NGC 7142 25             | 21h 44m 55.9829s | 65° 45′ 50.0207″ |        | 0,0432 ± 0,0173 | 23 148 ± 9 270 | -0,424       | 0,929        | 15,46  | Nm & V* Lp |

- Br G R = Étoile de la branche des géantes rouges
- Nm = Non membre
- M? = Peut-être membre
- Tr bl = Étoile traînarde bleue
- B. S. = binaire spectroscopique
- TB = Traînarde bleue
- V* Lp = Étoile variable à longue période

Simbad montre aussi un bouton nommé Children. En cliquant sur ce bouton, on atteint une section de cette base de données qui renferme un tableau contenant 1139 entrées, dont 442 Children, dont 1 139, pour NGC 7142. Cependant, des étoiles (les Children) peuvent apparaître plusieurs fois dans la deuxième colonne du tableau, d'où le nombre de liens bibliographiques qui est supérieure au nombre d'étoiles. La quatrième colonne de ce tableau indique la probabilité que l'étoile appartienne à l'amas. En cliquant sur le titre de cette colonne, on peut classer la probabilité par ordre croissant ou décroissant. En cliquant sur la désignation de l'étoile, on atteint la page de Simbad qui résume ses propriétés.